# Commonwealth Games 2006/7er-Rugby
Bei den Commonwealth Games 2006 in der australischen Metropole Melbourne fand ein 7er-Rugby-Turnier der Männer statt.
Austragungsort war der Telstra Dome.
Die Vorrundenspiele wurden am 16. März ausgetragen, die Finalrunde am darauf folgenden Tag.
Sieger des Turniers wurde Neuseeland, das die Auswahl Englands im Finale mit 29:21 besiegte. im Spiel um die Bronzemedaille gewann Fidschi gegen Australien mit 24:17.

## Vorrunde

### Gruppe A
| Neuseeland – Wales   |  | 35:10 |
| Kenia – Namibia      |  | 31:5  |
| Neuseeland – Namibia |  | 41:7  |
| Wales – Kenia        |  | 33:0  |
| Neuseeland – Kenia   |  | 41:0  |
| Wales – Namibia      |  | 40:7  |

### Gruppe B
| Fidschi – Kanada     |  | 31:14 |
| Schottland – Niue    |  | 33:5  |
| Fidschi – Niue       |  | 63:0  |
| Kanada – Schottland  |  | 10:7  |
| Kanada – Niue        |  | 27:7  |
| Fidschi – Schottland |  | 33:7  |

### Gruppe C
| England – Cookinseln    |  | 35:5  |
| Australien – Sri Lanka  |  | 73:0  |
| England – Sri Lanka     |  | 61:0  |
| Australien – Cookinseln |  | 28:19 |
| Cookinseln – Sri Lanka  |  | 47:0  |
| England – Australien    |  | 14:12 |

### Gruppe D
| Tonga – Südafrika  |  | 26:19 |
| Samoa – Uganda     |  | 31:10 |
| Südafrika – Uganda |  | 63:7  |
| Samoa – Tonga      |  | 25:0  |
| Uganda – Tonga     |  | 24:14 |
| Südafrika – Samoa  |  | 12:10 |

## Verlierer-Finalrunde (Platz 9–16)
Viertelfinale
| Kenia – Niue         |  | 21:5  |
| Uganda – Sri Lanka   |  | 24:12 |
| Tonga – Cookinseln   |  | 31:12 |
| Schottland – Namibia |  | 26:12 |

Halbfinale
| Kenia – Uganda     |  | 29:0 |
| Tonga – Schottland |  | 12:5 |

Spiel um Platz 9
| Kenia – Tonga |  | 26:12 |

## Gewinner-Finalrunde (Platz 1–8)

### Viertelfinale

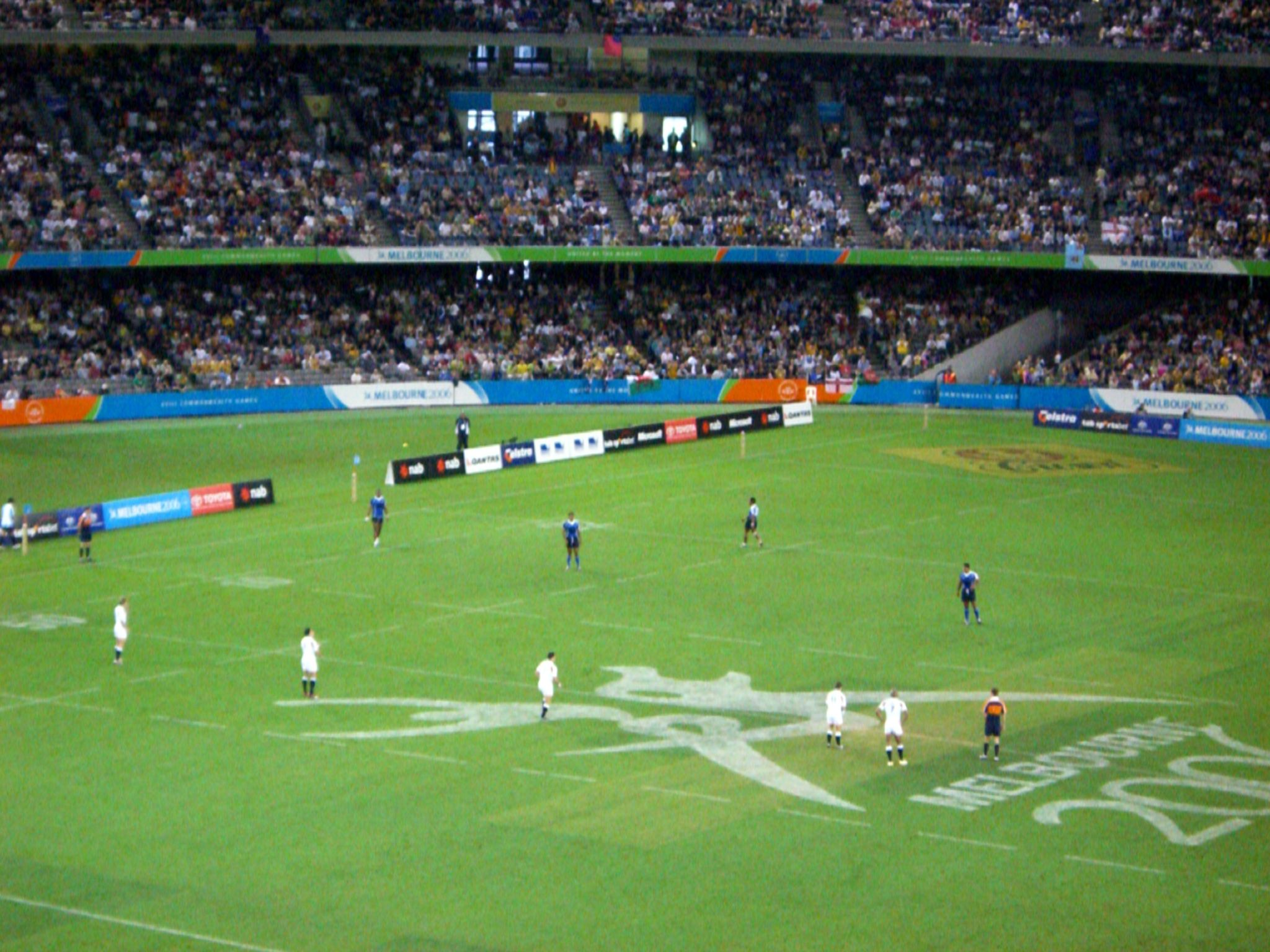
Szene aus dem Spiel England gegen Samoa

| Neuseeland – Kanada    |  | 24:0  |
| Australien – Südafrika |  | 20:14 |
| England – Samoa        |  | 17:14 |
| Fidschi – Wales        |  | 26:7  |

### Halbfinale (Platz 5 bis 8)
| Südafrika – Kanada |  | 17:14 |
| Wales – Samoa      |  | 26:17 |

### Spiel um Platz 5
| Wales – Südafrika |  | 29:28 |

### Medaillen-Halbfinale (Platz 1 bis 4)
| Neuseeland – Australien |  | 21:19 |
| England – Fidschi       |  | 21:14 |

### Spiel um Platz 3 (Bronze)
| Fidschi – Australien |  | 24:17 |

### Finale
| Neuseeland – England |  | 29:21 |

## Medaillengewinner
| Platz | Land       | Sportler |
| ----- | ---------- | --- |
| 1     | Neuseeland | Joshua Blackie, Alando Soaki, Tanerau Latimer, Onosa'i James Tololima-Auva'a, Amasio Valence, Liam Messam, Tamati Ellison, Tafai Ioasa, Nigel Hunt, Cory Jane, Lote Raikabula, Sosene Anesi      |
| 2     | England    | Henry Paul, Magnus Lund, Ben Russell, David Seymour Nils Mordt, Richard Haughton, Thomas Varndell, Andrew Vilk, Daniel Care, Benjamin Gollings, Simon Amor, Mathew Tait                          |
| 3     | Fidschi    | Apolosi Satala, Ratu Mataluvu, Ratu Saukawa, Sireli Naqelevuki, Vilame Satala, Waisale Serevi, Jone Daunivucu, Norman Ligairi, Neumi Nanuku, Filmore Bobivucu, Lepari Nabulivvaqa, William Ryder |